# コンラト1世 (マゾフシェ公)
コンラト1世マゾヴィエツキ（Konrad I Mazowiecki, 1187年? - 1247年8月31日）は、マゾフシェ公（在位：1197年 - 1247年）、ポーランド君主（クラクフ公、在位：1229年 - 1232年、1241年 - 1243年）。カジミェシュ2世と、その妻でモラヴィアのズノイモ公コンラート2世の娘であるヘレナの間に生れた末息子。レシェク1世の弟。マゾフシェ・ピャスト家の祖で、ポーランド国王ヴワディスワフ1世は孫に当たる。

## 生涯
1194年に父が死去、コンラトは母に養育された。1199年にマゾフシェを、1202年にクヤヴィを相続した。1205年、コンラト1世は兄レシェク1世と共に、ザヴィホストの戦いで南西ルーシの雄ロマン大公に対して劇的な大勝利をおさめた。この戦いで敵のルテニア軍は壊滅し、ロマンも戦死した。
1209年以降、コンラト1世は異教の地であったプルーセンに対する遠征を幾度も行ったが成功しなかった。プロイセン初のキリスト教会司教であったオリヴァのクリスティアンの助言を受け、コンラト1世は1220年にドブジン騎士団を創設したものの、この騎士団の軍事力を以てしてもプルーセン人を帰服させるのは困難であった。プルーセン人達はコンラト1世の攻撃に対し、彼の領国マゾフシェを襲撃して報復する一方、マゾフシェの北隣クルマーラント（ヘウムノ地方）を制圧しつつあった。繰り返すプルーセン人達の攻撃を抑え込みつつ、コンラト1世はマゾフシェ公国の北部地域を安定させるためにはクルマーラントを獲得するための戦いを始ようと考えた。
1226年、コンラト1世はプルーセン人を平定させる目的で騎士修道会の1つドイツ騎士団を招聘した。ドイツ騎士団は1211年から1225年までハンガリー王国の辺境を防衛する活動に従事していたが、自立化の傾向を示したため、ハンガリー王アンドラーシュ2世の不興を買って同国を追い出されたばかりだった。プルーセン人平定の見返りとして、騎士団はコンラト1世に対してプルーセン人地域（プロイセン）を騎士団がコンラト1世と共に分有する権利を認めるように求めた。この権利は1226年3月、神聖ローマ皇帝フリードリヒ2世の発したリミニの金印勅書によって確認された。
1230年、コンラト1世がドイツ騎士団とドブジン騎士団にクルマーラントを与えることを約束したクルシュヴィツァ条約が締結されたと言われる。しかし同条約の文書は存在しないため、同条約は署名がされなかったか、ドイツ騎士団が条約の存在を忘れてしまったかのどちらかだと考えられる。

## 子女
1207年から1210年の間にリューリク朝の流れをくむノヴホロド＝シヴェルスキー公スヴャトスラフの娘アガフィヤと結婚し、10人の子供をもうけた。
1. ボレスワフ1世（1210年頃 - 1248年4月17日）
2. カジミェシュ1世（1210年から1213年の間 - 1267年12月14日）
3. シェモヴィト1世（1213年から1216年の間 - 1262年6月24日）
4. エウドクシア（1215年から1225年の間 - 1240年） - ブレニ伯ディートリヒ1世と結婚
5. ルドミラ（1225年以前に誕生）
6. ジェモミスウ（1216年から1228年の間 - 1241年）
7. サロメア（1220年から1225年の間 - 1268年8月30日以後）
8. ユディタ（1222年から1227年の間 - 1257年から1263年の間） - 1239年にオポーレ公ミェシュコ2世と結婚、1252年にヴロツワフ公ヘンリク3世と再婚
9. ドゥブラフカ（1230年頃 - 1265年）
10. ミェシュコ（1235年に誕生、夭折）